# Super Size Me
Super Size Me (bra: Super Size Me: A Dieta do Palhaço; prt: Super Size Me: 30 Dias de Fast Food) é um documentário estadunidense de 2004, escrito, produzido, dirigido e protagonizado por Morgan Spurlock, um cineasta independente norte-americano. No filme, Spurlock seguiu uma experiência de 30 dias, de 1º de fevereiro a 2 de março de 2003, durante o qual ele comeu apenas comida em restaurantes McDonald's. O filme documenta o efeito drástico deste estilo de vida no bem-estar físico e psicológico de Spurlock e explora a influência corporativa da indústria de fast food, incluindo como ela encoraja a má nutrição para seu próprio lucro.
Spurlock comia nos restaurantes McDonald's três vezes por dia, comendo todos os itens do cardápio pelo menos uma vez. Spurlock consumiu uma média de 5,000 kcal (o equivalente a 9,26 Big Macs) por dia durante o experimento. Uma ingestão de cerca de 2.500 kcal dentro de uma dieta saudável e balanceada é geralmente recomendada para um homem manter seu peso. Como resultado, Spurlock, então com 32 anos, ganhou 11,1 kg, aumento de 13% na massa corporal, aumento de colesterol para 230 mg/dL e alterações de humor, disfunção sexual e acúmulo de gordura em seu fígado. Spurlock precisou de catorze meses para perder todo o peso ganho com sua experiência usando uma dieta vegetariana supervisionada por sua então namorada, uma chef especializada em culinária vegetariana.
O motivo da investigação de Spurlock foi o crescente aumento obesidade em toda a sociedade norte-americana, que foi considerada uma "epidemia" pelo Departamento de Saúde e Serviços Humanos dos Estados Unidos, e um processo movido contra o McDonald's em nome de duas meninas obesas que, alegadamente, ficaram obesas como resultado de comer comida do McDonald's. Spurlock argumentou que, embora a ação contra o McDonald's tenha fracassado (e, posteriormente, muitas legislaturas estaduais tenham legislado contra ações de responsabilidade de produto contra produtores e distribuidores de fast food), muitas das mesmas críticas levantadas contra as empresas de tabaco se aplicam a franquias de fast food cujo produto é fisiologicamente viciante e fisicamente prejudicial.
O documentário foi indicado ao Oscar de melhor documentário de longa-metragem. Uma revista em quadrinhos relacionada ao filme foi produzida pela Dark Horse Comics, sobre histórias baseadas em numerosos casos de sustos de fast food. Em 2017, uma sequência do filme, Super Size Me 2: Holy Chicken!, foi lançada.

## Sinopse
Quando o filme começa, Spurlock está fisicamente acima da média, de acordo com seu preparador físico. Ele é supervisionado por três médicos (um cardiologista, um gastroenterologista e um clínico geral), além de uma nutricionista e um preparador físico. Todos os profissionais de saúde preveem que a "McDieta" terá efeitos indesejados em seu corpo, mas nenhum esperava nada drástico demais, um deles citando o corpo humano como "extremamente adaptável". Antes do experimento, Spurlock comeu uma dieta variada, mas sempre teve refeições vegetarianas para agradar sua namorada, Alexandra, uma chef vegetariana. No início do experimento, Spurlock, que tinha 1,82 metro de altura, tinha um peso corporal de 86 kg.

### Experiência
Spurlock seguiu regras específicas que regem seus hábitos alimentares:
- Ele deve comer três refeições do McDonald's por dia: café da manhã, almoço e jantar.
- Ele deve consumir cada item no cardápio do McDonald's pelo menos uma vez ao longo dos 30 dias (ele conseguiu isso em nove dias).
- Ele deve apenas ingerir itens que são oferecidos no cardápio do McDonald's, incluindo a água engarrafada. Todo consumo externo de comida é proibido.
- Ele só deve escolher o tamanho "Super Size" (gigante) da refeição quando oferecido; ele não pode pedir itens no tamanho Super Size.
- Ele tentará andar tanto quanto a média que se caminha nos Estados Unidos, com base em um número sugerido de 5.000 passos de distância padronizados por dia,[9]mas não aderiu a isso, enquanto caminhava mais em Nova York do que em Houston.

Em 1 de fevereiro, Spurlock começa o mês com café da manhã perto de sua casa em Manhattan, onde há uma média de quatro locais do McDonald's (e 66.950 residentes, com o dobro de passageiros) por milha quadrada (2,6 km²). Ele pretende manter as distâncias que ele anda em linha com os 5.000 passos (aproximadamente duas milhas) percorridos por dia pelo americano médio.
O segundo dia traz a primeira refeição no tamanho Super Size de Spurlock de todas as nove que ele comeu, um duplo quarterão com queijo, batatas fritas Super Size e uma Coca-Cola. que leva 22 minutos para comer. Ele experimenta um desconforto estomacal constante durante o processo e, em seguida, vomita no estacionamento do McDonald's.
Após cinco dias, o Spurlock ganhou 4,3 kg. Não passa muito tempo antes de que se encontre a si mesmo com uma sensação de depressão, e ele considera que seus episódios de depressão, letargia e dores de cabeça são causadas pela comida do McDonald's. Seu clínico geral descreveu-o como "viciado". Em sua segunda pesagem, ele ganhou mais 3,6 kg, colocando seu peso em 92,3 kg. No final do mês, ele pesa cerca de 95 kg, um aumento de cerca de 11 kg. Como ele só podia comer a comida do McDonald's durante um mês, Spurlock se recusou a tomar qualquer remédio. Em uma pesagem, Morgan perdeu 1 quilo da pesagem anterior e um nutricionista supôs que ele havia perdido massa muscular, que pesa mais do que um volume idêntico de gordura. Em outra pesagem, um nutricionista disse que ganhou 7,7 kg em 12 dias.
A namorada de Spurlock, Alexandra Jamieson, atesta que Spurlock perdeu muito de sua energia e desempenho sexual durante a experiência. Não estava claro no momento se Spurlock seria capaz de completar o mês completo da dieta rica em carboidratos e gorduras. Familiares e amigos começaram a ficar preocupados.
No dia 21, Spurlock tem palpitações no coração. Seu médico, Dr. Daryl Isaacs, aconselha-o a parar imediatamente o que está fazendo para evitar problemas sérios de saúde. Ele compara Spurlock com o protagonista interpretado por Nicolas Cage no filme Leaving Las Vegas, que intencionalmente bebe até a morte em questão de semanas. Apesar desse aviso, Spurlock decide continuar com a experiência.
Em 2 de março, Spurlock chega ao dia 30 e atinge seu objetivo. Em trinta dias, ele consumiu nove vezes o tamanho Super Size ao longo do caminho (cinco das quais no Texas e quatro em Nova York). Seus médicos estão surpresos com o grau de deterioração da saúde de Spurlock. Ele observa que ele comeu tantas refeições do McDonald's quanto a maioria das nutricionistas recomendam comer em 8 anos (ele comeu 90 refeições, o que é próximo do número de refeições consumidas uma vez por mês em um período de 8 anos).

### Conclusão
O texto final do documentário afirma que Spurlock demorou 5 meses para perder 9,1 kg e outros 9 meses para perder os últimos 2,0 kg. Sua então namorada Alex, agora sua ex-esposa, começou a supervisionar sua recuperação com sua "dieta de desintoxicação", que se tornou a base para o seu livro lançado posteriormente, The Great American Detox Diet.
O filme termina com uma pergunta retórica: "Quem você quer ver primeiro, você ou eles?" Isto é acompanhado pelo desenho de uma lápide, com as inscrições "Ronald McDonald (1954- 2012)", que apareceu originalmente na revista The Economist em um artigo que trata da ética do marketing para crianças.
Um curto epílogo foi adicionado ao filme. É comentado no filme que as saladas podem conter ainda mais calorias do que os hambúrgueres se o cliente adicionar quantidades generosas de queijo e de molho antes do consumo. Além disso, descreveu a descontinuação do McDonald's da opção Super Size seis semanas após a estréia do filme, bem como sua recente ênfase em itens de menu mais saudáveis, como saladas, e o lançamento do novo Lanche Feliz adulto. O McDonald's negou que essas mudanças tivessem algo a ver com o filme.

## Recepção
Super Size Me estreou no Festival de Cinema de Sundance de 2004, onde Morgan Spurlock ganhou o Grand Prêmio do Júri por dirigir o filme. O filme estreou nos Estados Unidos em 7 de maio de 2004 e arrecadou um total de US$ 22.233.808 em todo o mundo, tornando-se o 22º documentário de maior bilheteria de todos os tempos. Foi indicado ao Oscar de Melhor Documentário em Longa Metragem, mas perdeu para o filme Born into Brothels. O filme recebeu críticas positivas de críticos, bem como de espectadores de cinema, e detém uma classificação de 93% no Rotten Tomatoes.
Caroline Westbrook, da BBC News, afirmou que a publicidade para o documentário foi apropriada "até certo ponto", por causa de sua mensagem séria, e que, no geral, o "alto fator de comédia e o excesso de familiaridade do filme o tornam menos poderoso do que outros documentários recentes - mas ainda faz uma exibição agradável e instigante". Um crítico disse que "ele está nos dizendo algo que todo mundo já sabe: fast food é ruim para você".
Robert Davis, da revista Paste, disse que o filme realizou alguns de seus objetivos e abordou um tópico importante, mas, ao mesmo tempo, às vezes parecia mais um golpe de publicidade do que um documentário. Ele criticou principalmente a abordagem dramática e não científica de Super Size Me, dizendo que Spurlock desnecessariamente comeu mais do que precisava e ignorou o conselho de sua nutricionista. Davis explicou que teria ficado mais interessado se o documentário tratasse de comer o mais saudável possível no McDonald's: "Você poderia escolher opções com pouca gordura, mas seria impossível obter vegetais e fibras suficientes, e a refeição com baixo teor de gordura seria incrivelmente sem graça, o produto de um sistema que trabalhou para otimizar a entrega e a consistência dos alimentos e, ao fazer, inventou alimentos tão desprovidos de sabor que exigem curativos, óleos, sebo bovino e revestimentos para torná-los mais do que apenas texturizados. O setor trabalhou arduamente para convencer os consumidores de que esses sabores estranhos e doces não são apenas bons, mas também partes únicas e reconhecíveis de uma marca. Spurlock não tenta transmitir essa mensagem, presumivelmente porque os efeitos de poucos vegetais e pouca fibra não são tão dramáticos quanto os ganhos rápidos de peso e colesterol".
O McDonald's do Reino Unido respondeu que o autor consumia intencionalmente uma média de 5.000 calorias por dia e não se exercitava, e que os resultados seriam os mesmos, independentemente da origem dos excessos.

### Respostas
Em seu documentário-resposta, Fat Head, Tom Naughton "sugere que as contagens de calorias e gordura de Spurlock não se somam" e observou a recusa de Spurlock em publicar o registro alimentar de Super Size Me. O jornal Houston Chronicle relatou: "Ao contrário de Spurlock, Naughton tem uma página em seu site que lista todos os itens (incluindo informações nutricionais) que ele comeu durante seu mês de fast food". Cerca de 1/3 das calorias do Spurlock vieram do açúcar. Sua nutricionista, Bridget Bennett, avisou-o sobre o consumo excessivo de açúcar de "milkshakes e refrigerantes". É revelado no final do filme que, durante o curso da dieta, ele consumiu "mais de 14 kg de açúcar e mais de 5,4 kg de gordura de sua comida". Cerca de 2000 calorias em um quilo de açúcar, de quase 5000 calorias consumidas por dia, representaram pouco menos de 36% de sua ingestão calórica.
Depois de comer exclusivamente no McDonald's por um mês, Soso Whaley disse: "A primeira vez que fiz a dieta em abril de 2004, perdi 4,5 kg e reduzi meu colesterol de 237 para 197, uma queda de 40 pontos". De particular importância era que ela se exercitava regularmente e não insistia em consumir mais comida do que de outra forma. Apesar de comer apenas no McDonald's todos os dias, ela manteve sua ingestão calórica em cerca de 2.000 por dia.
Depois que John Cisna, um professor de ciências do ensino médio, perdeu 27 quilos enquanto comia exclusivamente no McDonald's por 180 dias, ele disse: "Eu não estou forçando o McDonald's. Não estou empurrando fast food. Estou empurrando a responsabilidade e fazendo o escolha certa para você individualmente... Como professor de ciências, eu nunca mostraria Super Size Me aos meu alunos porque quando eu assisti isso, eu nunca vi o valor educacional nisso... Quero dizer, um cara come quantidades incontroláveis de comida, pára de se exercitar. E o mundo inteiro está surpreso, ele engorda, o que eu não me orgulho é que provavelmente 70 a 80% dos meus colegas nos Estados Unidos ainda mostram Super Size Me em suas aulas de saúde ou biologia. Eu realmente não entendo".

## Impacto
Seis semanas após a estreia do filme, o McDonald's acabou com o tamanho Super Size de seus lanches. No Reino Unido, o McDonald's divulgou o site www.supersizeme-thedebate.co.uk, que incluía uma resposta e críticas ao filme. Nos cinemas britânicos, a empresa colocou um breve anúncio nos trailers, antes dos filmes programados para exibição nos cinemas, apontando para a URL e dizendo "Veja o que não estamos de acordo. Veja com o que estamos de acordo".
Internacionalmente, Super Size Me foi um grande sucesso nas bilheterias da Austrália. Assim, o McDonald's na Austrália levou esse documentário muito a sério e tentou responder. A empresa criou uma campanha publicitária que incluía três elementos: dois anúncios para TV e um produzido para ser exibido nos cinemas.
O filme serviu de inspiração para a série televisiva da BBC, The Supersizers, na qual os apresentadores participam de refeições históricas e fazem exames médicos para verificar o impacto em sua saúde.